# The Figurehead (film)
The Figurehead er en amerikansk stumfilm fra 1920 af Robert Ellis.

## Medvirkende
- Eugene O'Brien som Sheridan Dow
- Anna Q. Nilsson som Mary Forbes
- Ora Carew som Sylvia Freeman
- Edwin Stevens som Frank Freeman
- Joseph W. Girard som James Durfee
- Frances Parks som Kitty
- Kate Price som Devlin